# Modus (hudební skupina)
Modus je bratislavská hudební skupina, která vznikla v roce 1967.
Název Modus začala používat v roce 1968.

## Historie

### Vznik
Původní obsazení: Tomáš Berka, Ján Baláž, S. Hrda, E. J. Kratochvíla, Peter "Špiro" Krutek, Tomáš "Bery" Psota, J. Czinege, O. Hoppe, Ľ. Stankovský, G. Wertlen, Miroslav Žbirka. Skupina na začátku hrála coververze populárních hitů konce 60. let 20. století.

### Janko Lehotský
V roce 1972 se k ní připojil Ján Lehotský, který se posléze stal jejím lídrem. Repertoár skupiny, která zpočátku vystupovala ve složení: Baláž, Kaššay, Lehotský, Stankovský, Žbirka, se začal rozšiřovat o původní, slovenské písně. V roce 1973 se skupina, po odchodu Žbirky do orchestru Gustáva Offermanna a Kaššaye a Stankovského do skupiny Prognóza, rozpadla.
V roce 1974 začal Modus znovu vystupovat ve složení:
- Ján Lehotský - klávesy a zpěv
- Ján Baláž - kytara
- Ľudovít Nosko – basová kytara a zpěv,
- Ľubomír Stankovský - bicí

### Vzestup popularity
Větší úspěchy ve slovenské populární hudbě se dostavily až v roce 1976, kdy se do ní vrátil Miroslav Žbirka (rytmická kytara a zpěv) a přišel Lehotského nový pěvecký objev, zpěvačka Marika Gombitová a její původní spoluhráči ze skupiny Profily Štefan Havaši (basová kytara), Karel Witz (kytara) a Miroslav Jevčák (bicí a zpěv).
V 70. let převažovaly na předních místech žebříčků v československých hitparádách
populární hudby coververze zahraničních hitů s českými nebo slovenskými texty. Skupina Modus se ale rozhodla produkovat
původní slovenskou hudbu. Janko Lehotský jako její hlavní hudební skladatel tehdy navázal spolupráci s textaři Borisem Filanem, Ľubošem Zemanem a hlavně s Kamilem Peterajem, který se postupně stal dvorním textařem skupiny Modus. Skupina nahrála několik nových rozhlasových nahrávek a v roce 1977 vyhrála s písní „Úsmev“ Bratislavskou lyru.
V roce 1977 se ke skupině připojil kytarista Viliam Pobjecký, po odchodu Karla Witze do skupiny Collegium Musicum, v roce 1978  baskytarista Laco Lučenič a v roce 1979 bubeník Dušan Hájek. Skupina se v té době v tomto složení stala po hudební stránce jednou z nejvýraznějších slovenských skupin. V roce 1978 se zúčastnila Bratislavské lyry s písní „Dievčatá“, v roce 1979 s písní „Malý veľký vlak“, v roku 1980 získala bronzovou bratislavskou lyru se skladbou „Tajomstvo hier“. V tehdejší československé čtenářské anketě časopisu Mladý svět Zlatý slavík se umístila na 6. (1979), 4. (1980) a 5. (1981) místě, Miroslav Žbirka a Marika Gombitová se v tomto období v této čtenářské anketě časopisu Mladý svět umísťovali také na předních místech. Následovala koncertní turné hlavně po tehdejších zemích východního bloku (Bulharsko, Jugoslávie, Maďarsko, SSSR, Polsko) jakož i do spřátelených asijských států (Laos, Vietnam). Koncertovali i v NSR a zúčastnili se tehdejších festivalů populární hudby Zlatý Orfeus (Bulharsko) a Schlagerfestival v Drážďanech (NDR).
Nárůst popularity původní slovenské tvorby skupiny Modus, Mariky Gombitovej a Miroslava Žbirky podnítil i zájem veřejnosti i o další umělce tohoto žánru jako byl například Elán, Taktici, Peter Nagy se skupinou Indigo, později členy jiné bratislavské skupiny 80. let nazvané Ventil RG, ze které později vzešel např. Robo Grigorov či skupina Vidiek.

### Zlomové období
Zlomovým obdobím v historii skupiny Modus se stal odchod Miroslava Žbirky s Dušanem Hájkem a Lacom Lučeničem,
kteří založili spolu s Martinem Karvašem skupinu Limit, a dále také těžká automobilová havárie Mariky Gombitové, která v období nejvyšší kulminace popularity skupině Modus znemožnila pravidelné koncertní vystoupení.
Následovalo období 80. let, kdy se ve skupině střídali hudebníci a zpěváci jako Jirko Vana, Anastasis Engonidis, Karol Morvay, Jozef Paulíni, Milan Vyskočáni, Ivona Novotná, Marián Greksa, svojím zpěvem se zde zaskvěl í bubeník Ľubomír Stankovský s písničkou Ty, ja a môj brat.

## V historii popmusic
V historii slovenské (a potažmo i československé) populární hudby měla skupina Modus nesporný význam, protože spolu se skupinami Collegium Musicum a Prúdy Pavla Hammela patřila mezi průkopníky původní slovenské rockové tvorby sedmdesátých a první poloviny osmdesátých let 20. století.

## Členové skupiny
- Pavol Bartovic – klávesy, zpěv
- Jano Baláž - kytara
- Martina Comisso - spev
- Nikoleta Šurinová - bicí
- Juraj Zaujec - kytara, zpěv

## Diskografie
- 1979 Modus
- 1980 Modus (anglická verze)
- 1980 Balíček snov
- 1981 99 zápaliek
- 1983 Záhradná kaviareň
- 1984 Najlepšie dievčatá
- 1985 Každý niečo hrá
- 1986 Vlaky s rokmi
- 1987 Zrkadlo rokov
- 1988 Keď sa raz oči dohodnú
- 1995 Best of / volume 1
- 1998 Best of / volume 2
- 1998 Komplet 1 / úsmev
- 1998 Komplet 2 / modus
- 1999 Komplet 3 / balíček snov
- 2001 Komplet 4 / 99 zápaliek
- 2002 Láv sa píše love
- 2003 Balíček tónov